# Slovacia în timpul celui de-al Doilea Război Mondial

## Fondarea statului slovac
Dorința de autonomie era una dintre marile probleme ale slovacilor în cadrul Cehoslovaciei. După Acordul de la München Slovacia avea să primească autonomie. Jozef Tiso, înlăturat de cehi, este chemat la Berlin. Întors în patrie acesta convoacă dieta care declară independența Slovaciei.

## Arbitrajele de la Viena
Germania Nazistă și Italia Fascistă au căutat, din motive geopolitice, să dea satisfacție  revizionismului (constant) interbelic unguresc, care dorea rectificarea prevederilor Tratatului de la Trianon, și au participat la două arbitraje, prin care s-au făcut importante rectificări teritoriale în favoarea Ungariei.
Pe 2 noiembrie 1939, Primul arbitraj de la Viena a transferat teritorii din sudul Slovaciei și Ruteniei în favoarea Ungariei. Era vorba de o regiune de 11.927 km², cu o populație de 869.299 de persoane, din care, în conformitate cu recensământul din 1941, 86,5% erau etnici maghiari. Hitler a promis chiar că întreg teritoriul Slovaciei va fi transferat Ungariei, în schimbul sprijinului militar activ din partea Budapestei în războiul expansionist care urma să fie declanșat de Germania Nazistă împotriva Uniunii Sovietice, dar ungurii s-au ferit să se angajeze în acest conflict. În schimb, Miklós Horthy a fost de acord cu o revizuire teritorială care urma să țină seama de liniile de separare etnică.
Ungaria a recunoscut Republica Slovacă condusă de Jozef Tiso. Cu toate acestea, pe 23 martie 1939, a izbucnit un război de frontieră între Slovacia și Ungaria. Războiul slovaco-ungar (numit și „Micul război”) s-a încheiat cu ocuparea de către Ungaria a unei fâșii înguste de la frontiera comună.

## Al doilea Război Mondial
Pe 20 noiembrie 1940, Pál Teleki a semnatul Pactul Tripartit, care fusese inițial o alianță a Germaniei Naziste, Italiei Fasciste și Imperiului Japoneze.
După doar câteva luni, Hitler a cerut Bratislavei să se alăture acțiunii militare împotriva Poloniei.

### Invadarea Poloniei
La doar câteva zile, trupele terestre germane au invadat Polonia. Tiso a dat ordin armatei slovace să ocupe teritoriile.

### Războiul din răsărit
Slovacia nu a participat de la început la invadarea Uniunii Sovietice, care a fost declanșată pe 22 iunie 1941, dar Hitler nu a cerut ajutorul Slovaciei. Slovacii însă au decis să trimită un grup expediționar. Ungaria a intrat în cele din urmă în războiul contra Uniunii Sovietice la începutul lunii iulie.
Grupul slovac atașat Armatei a 17-a germană, a atacat Armata a 12-a sovietică. Alături de Armata a 17-a germană și armata maghiară, grupul slovac a înaintat adânc în sudul Rusiei. În timpul bătăliei de la Uman (3 – 8 august 1941), corpul mecanizat al Grupului Carpați a format una dintre aripile dublei încercuiri a Armatelor a 6-a și a 12-a sovietice. În timpul acestei lupte, 20 de divizii sovietice au fost distruse sau au capitulat.
În iulie 1941, guvernul slovac a hotărât transferul a 15.000 de evrei din Bratislava în Germania. La început, guvernul slovac a încercat să facă un târg cu Germania în octombrie 1941 prin care evreii trebuiau „livrați” în schimbul muncitorilor slovaci necesari economiei naziste de război. După Conferința de la Wannsee, germanii au fost de acord cu propunerea slovacilor și între cele două părți s-a încheiat un acord prin care Republica Slovacă trebuia să plătească pentru fiecare evreu deportat o sumă fixă, iar, în schimb, Germania promitea că evreii deportați nu aveau să se mai întoarcă niciodată în Slovacia.
Slovacii au purtat război cu englezii și americanii.

### Războiul pe teritoriul slovac
În septembrie 1944, a izbucnit insurecția națională slovacă, iar trupele germane au ocupat Slovacia. În țară, trupele de ocupație au reînceput aplicarea soluției finale prin deportarea în masă a evreilor în lagărele naziste ale morții din Germania și Polonia.
Slovacia a devenit în scurtă vreme un teatru de război. La 19 septembrie comandamentul german înlocuiește forța care a fost responsabilă de luptă împotriva trupelor revoltate, cu generalul Höffle. Până în acel moment germanii au 48000 de soldați, au constat din opt divizii germane, inclusiv patru  divizii din Waffen-SS și un format pro-nazist slovac.
Pe 1 octombrie armatele rebele a fost redenumite în Armata 1 cehoslovacă în Slovacia, în scopul de a simboliza începutul reunificării ceho-slovace care ar fi recunoscută de către forțele aliate.
O contraofensivă majoră germană a început pe 17-18 octombrie 1944 atunci când 35.000 de soldați germani, venind din Ungaria, au intrat în Slovacia care a fost sub ocupație militară germană din 19 martie 1944. Stalin a cerut ca avansarea celui de al doilea front ucrainean condus de Rodion Malinovski ?? General fi imediat deturnată din Slovacia de Est la Budapesta. Avansul de vest a forțelor sovietice s-au oprit cu scârțâituri la sfârșitul lunii octombrie 1944, pe motiv că interesele lui Stalin s-au concentrat pe Ungaria, Austria și Polonia înainte a fi interesat de Slovacia sau Cehia. Până la sfârșitul lunii octombrie, forțele Axei (șase divizii germane și o unitate pro-nazist slovacă ) au luat înapoi cel mai mult din teritoriu de la insurgenți și au înconjurat grupurile de luptă. Luptele au costat cu o schimbare cel puțin 10.000 de victime de ambele părți.
Insurgenții au trebuit să evacueze Banská Bystrica la 27 octombrie chiar înainte de preluarea germană. Agenți SOE și OSS retras în munți, alături de alte mii de persoane care fug înaintarea germană. Rebelii pregătit să schimbe strategia lor la faptul că de război de gherilă. La data de 28 octombrie, Viest a trimis la Londra un mesaj care a spus rezistența organizată s-a incheiat. Pe 30 octombrie, General Höffle și Președintele Tiso celebrează în Banská Bystrica, acordând medalii pentru soldatii germani de partea lor în reprimarea revoltei.
Cu toate acestea, partizanii împreună cu rămășițele forțelor regulate au continuat eforturile lor în munți. Drept răzbunare,slovacii au executat multe suspectate de rebelune și evreii care au evitat deportarea până atunci, și au distrus 93 de sate pentru suspiciune de colaborare. O estimare mai târziu a taxei de trecere deces a fost de 5,304 și autoritățile au descoperit 211 gropi comune, care a rezultat din aceste atrocități. Cea mai mare execuție a avut loc în Kremnička  și Nemecká .
Pe 3 noiembrie germanii capturat pe Golian Viest și în Pohronský Bukovec, ei mai târziu interogați și executați.
SOE și OSS echipe unite în cele din urmă și a trimis un mesaj în care au solicitat asistență imediată. Germanii înconjurat ambele grupuri de la 25 decembrie și le-au capturat. Unii dintre bărbați au fost executați sumar. Germanii au luat restul la lagărul de concentrare Mauthausen, unde au fost torturați și executați.
Victoria germană amânată numai căderea final al regimului pro-nazist. Șase luni mai târziu, Armata Roșie a invadat trupele Axei în Slovacia. Până în decembrie 1944, trupele române și sovietice au răpus trupele germane din sudul Slovaciei, în Bătălia de la Budapesta. La data de 19 ianuarie 1945, Armata Roșie a avut Bardejov, Svidník, Prešov și Košice, în Slovacia de Est. La data de 3-5 martie au preluat nord-vestul Slovaciei. La 25 martie au intrat Banská Bystrica și în 4 aprilie au mărșăluit în Bratislava.
Deși principalele obiective militare nu au fost obținute datorită calendarul necorespunzător al revoltei și a acțiunilor discoordinate de partizani sovietici care au subminat de multe ori planurile si obiectivele slovace insurecționale armate - în cazul în care au avut loc mai târziu, când pregătirile au fost complete ar fi putut teoretic revenit asupra întregii Slovacia de partea Aliaților și a permis Armatei Roșii de a trece rapid prin Slovacia (deși este discutabil dacă conducerea sovietică ar fi preferat o astfel de opțiune, deoarece acest lucru ar fi împuternicit în mod semnificativ forțele democratice din Slovacia) - lupta de gherila obligat forțe importante din Germania care ar fi putut altfel consolidat Wehrmacht-ului de pe liniile de frontul de est împotriva fronturi avansarea Ucrainei la nord și la sud de Slovacia. Cu toate acestea, o mare parte din Slovacia a fost devastată de răscoală și bombardamentele germane contra-ofensive și occupation.(formă în germană).

## Urmări
După semnarea Tratatului de pace de la Paris, Slovacia a pierdut independența fiind reunificată cu Cehia. Autoritățile maghiare și cehoslovace au efectuat un schimb forțat de populație.